# Cola d'impacte
|  | No s'ha de confondre amb neoprè. |

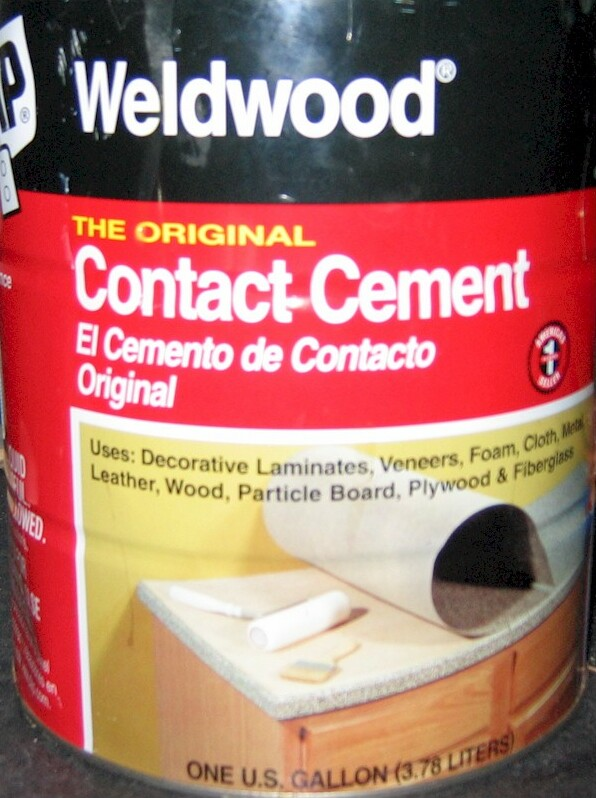
Weldwood Contact-cement.

La cola d'impacte o cola de neoprè és un tipus d'adhesiu, que s'utilitza principalment per enganxar escumes de plàstic, laminats, panells metàl·lics També permet muntar suports de diferents tipus (metall sobre fusta, suro sobre guix, fusta sobre ciment, ec..). 
Cal tenir en compte que els adhesius de contacte no designen exclusivament als adhesius de neoprè sinó també tots els altres adhesius caracteritzats per una alta adhesió instantània.

## Funcions especials
La cola d'impacte, t una alta capacitat adhesiva, molt resistent, s'ha d'aplicar en capes fines. Els "adhesius de contacte" s'utilitzen en enllaços forts amb una alta resistència com els laminats, per exemple per unir Formica a un taulell de fusta i en la reparació del calçat, per fixar les mitges-soles de les sabates. Entre els adhesius de contacte que s'utilitzen habitualment hi ha el cautxú i el policloroprè (Neoprè). Per enganxar, ambdós elastòmers pateixen una cristal·lització.
Els adhesius de contacte s'han d'aplicar a les dues superfícies i deixar que s'assequin un temps abans que les dues superfícies s'uneixin juntes. Alguns adhesius de contacte requereixen fins a 24 hores per assecar-se abans de mantenir les superfícies juntes. Un cop les superfícies s'uneixen, l'enllaç es forma molt ràpidament. Normalment no cal aplicar pressió durant molt de temps, de manera que hi ha menys necessitat de serjants o premses.

## Inhalació
La cola de neoprè és un inhalant ben conegut, amb efectes que van des d'una intoxicació similar a l'alcohol i una intensa eufòria fins a una al·lucinació viva, segons la substància i dosi. Alguns usuaris d'inhalants es lesionen a causa dels efectes nocius dels dissolvents o gasos o per altres productes químics que s'utilitzen en els productes que inhalen. Com passa amb qualsevol droga recreativa, els usuaris poden resultar ferits a causa d'un comportament perillós mentre estan intoxicats, com ara conduir sota la influència. En alguns casos, els usuaris han mort per  hipòxia (manca d'oxigen), pneumònia, insuficiència cardíaca o aturada, o aspiració de vòmit. El dany cerebral normalment es veu amb l'ús crònic a llarg termini de dissolvents en lloc de l'exposició a curt termini.
Tot i que els adhesius de contacte són legals, hi ha hagut accions legals en algunes jurisdiccions per limitar l'accés dels menors. Tot i que la cola solvent és normalment un producte legal, un tribunal escocès ha dictaminat que subministrar cola als nens és il·legal si la botiga sap que els nens tenen intenció d'abusar de la cola. Als Estats Units, trenta-vuit dels 50 estats han promulgat lleis que fan que diversos inhalants no estiguin disponibles per a menors de 18 anys o que facin il·legal l'ús d'inhalants

## Presentació
La cola de neoprè existeix principalment en dues formes, l'anomenada forma “líquida” adequada per a superfícies horitzontals i la  tixotròpica en forma de "gel" destinat a l'aplicació vertical o en un sostre (ja que no flueix per efecte de la gravetat).
Se sol envasar en tubs de cola clàssica (d'ús domèstic), en un cartutx per a pistoles, o en un pot per a grans quantitats.

## Possible confusió sobre els noms
Els adhesius de neoprè en qüestió no s'han de confondre amb els adhesius que es venen sota el nom de "cola tipus neoprè" que tenen certes característiques en comú amb els primers, però que no tenen la mateixa composició. La confusió relacionada amb el nom enganyós d'aquestes coles, així com la diferència de composició en comparació amb les coles imitades, pot resultar molt problemàtica a l'hora d'enllaçar determinats materials. De fet, la "cola tipus neoprè" pot ser ineficaç en llocs on la "cola de neoprè" autèntica no suposaria cap problema d'encolat.

## Precaucions
La majoria de les coles de neoprè contenen dissolvents volàtils i inflamables, és prudent utilitzar-les en una sala ventilada i portar una màscara que protegeixi el nas i la boca dels fums.

## Aplicació
- Mulleu les dues superfícies amb una espàtula (capa fina i uniforme d'aproximadament 150 grams per metre quadrat).
- Si el suport és porós, procediu amb un doble encolat de la superfície: la primera capa penetrarà al suport i la segona estarà llesta per enganxar-la.
- Assecat: deixeu-lo assecar fins que s'evapori els dissolvents (15 a 20 minuts).
- Quan sembla que la pel·lícula adhesiva ja no s'enganxa al dits, realitzeu el muntatge. Atenció, l'adhesió és immediata.

## Aplicacions tradicionals

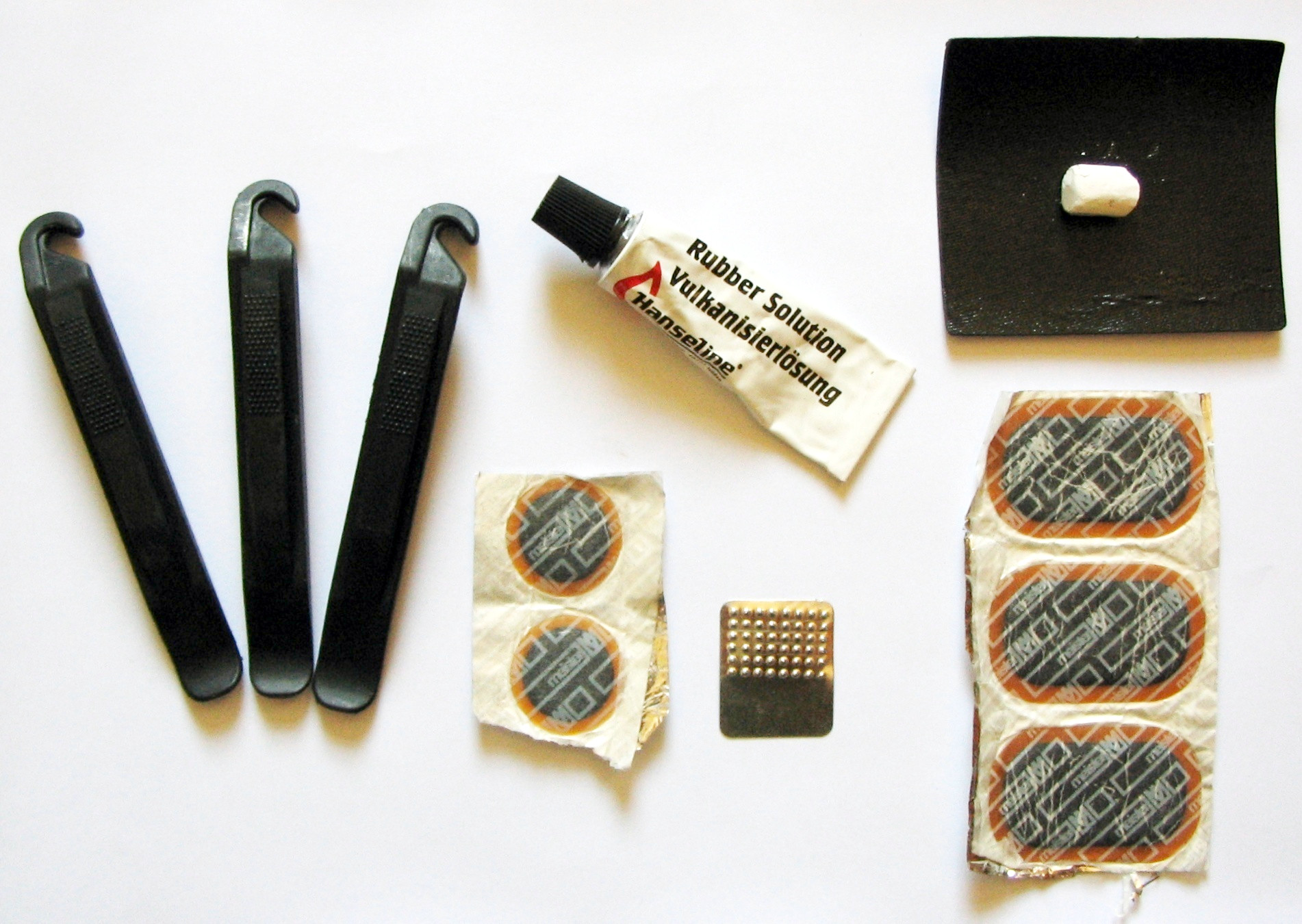
Equipament de reparació de punxades, amb palanques de pneumàtics, paper de vidre per a netejar una àrea de la cambra al voltant de la punxada, un tub de solució de goma (fluid que vulcanitza), pegats rodons i ovalats, un ratllador de metall i peça de guix per a fer pólvores de guix (escampar la pols sobre solució de goma sobrant). Els equipaments sovint també inclouen un llapis de cera per a assenyalar la localització de la punxada.

Algunes de les aplicacions més populars de la cola de contacte es relacionaven en altre temps amb el ciclisme i el futbol. Fa un segle i gairebé fins als anys seixanta del segle vint, els pneumàtics i les pilotes es punxaven sovint i calia adobar la punxada. Un cop localitzat el punt es fregava la goma al voltant i hom hi aplicava un pegat enganxat amb “dissolució” (dissolució de goma, dissolució de làtex) continguda en un tub semblant als actuals de dentrifici. El pegats de goma eren circulars o el·líptics i no tenien cap adhesiu incorporat. Eren típiques les capcetes de llauna per a contenir pegats de goma i dissolució. Solien incorporar un rascador en la part exterior de la capça.